# ماركوس سانشيز
ماركوس سانشيز (بالإسبانية: Marcos Sánchez)‏ (23 ديسمبر 1989 ببنما في بنما - ) هو لاعب كرة قدم بنمي في مركز الوسط. شارك مع منتخب بنما لكرة القدم. أما مع النوادي، فقد لعب مع دي.سي. يونايتد وديبورتيفو تاشيرا ونادي بورتوغيزا ونادي تاورو ‏.

## وصلات خارجية
- ماركوس سانشيز على موقع الدوري الأمريكي (الإنجليزية)
- ماركوس سانشيز على موقع قاعدة بيانات كرة القدم.إي يو (الإنجليزية)
- ماركوس سانشيز على موقع ناشيونال فوتبول تيمز (الإنجليزية)
- ماركوس سانشيز على موقع Soccerway.com (الإنجليزية)
- ماركوس سانشيز على موقع AS.com (الإسبانية)